# Гросхајде
Гросхајде (њем. Großheide) општина је у њемачкој савезној држави Доња Саксонија. Једно је од 24 општинска средишта округа Аурих. Према процјени из 2010. у општини је живјело 8.752 становника. Посједује регионалну шифру (AGS) 3452007.

## Географски и демографски подаци
Гросхајде се налази у савезној држави Доња Саксонија у округу Аурих. Општина се налази на надморској висини од 3 – 4 метра. Површина општине износи 69,3 km². У самом мјесту је, према процјени из 2010. године, живјело 8.752 становника. Просјечна густина становништва износи 126 становника/km².